# Fenlands (film)
 (juillet 2025).
Pour plus de détails, voir Fiche technique et Distribution.
Fenlands est un court métrage documentaire britannique réalisé par Ken Annakin, sorti en 1945.

## Synopsis
Un portrait des Fenlands, une région autrefois marécageuse de l'Est-Anglie, devenue aujourd'hui une des régions agricoles les plus productives.

## Fiche technique
- Titre original : Fenlands
- Réalisation : Ken Annakin
- Photographie : Peter Hennessy
- Société de production : Greenpark Productions, sous l'égide du ministère de l'Information et du ministère de l'Agriculture
- Pays d'origine :  Royaume-Uni
- Langue originale : anglais
- Format : Noir et blanc  — 35 mm — 1,37:1 — son mono
- Genre : Court métrage documentaire
- Durée : 17 minutes
- Dates de sortie : Royaume-Uni : 1945